# Giovanni Girolamo Bronziero
Giovanni Girolamo Bronziero, indicato anche come Giangiorolamo, Gian Girolamo e G. G. Bronziero (Badia Polesine, 1577 – Belluno, 1630), è stato un medico e storico italiano, autore de Istoria delle origini e condizioni de' luoghi principali del Polesine di Rovigo, testo di riferimento per la storia del territorio polesano.
A lui è dedicata la biblioteca civica della natia Badia Polesine, capoluogo dell'Alto Polesine.